# Цильнинское городское поселение
Цильни́нское городско́е поселе́ние — муниципальное образование в составе Цильнинского района Ульяновской области. Административный центр — рабочий посёлок Цильна.

## История
Статус и границы сельского поселения установлены Законом Ульяновской области от 13 июля 2004 года № 043-ЗО «О муниципальных образованиях Ульяновской области».

## Население
| 2010  | 2012  | 2013  | 2014  | 2015  | 2016  | 2017  |
| ----- | ----- | ----- | ----- | ----- | ----- | ----- |
| 5229  | ↘5208 | ↘5135 | ↘5056 | ↘4993 | ↘4976 | ↘4882 |
| 2018  | 2019  | 2020  | 2021  |       |       |       |
| ↘4808 | ↘4693 | ↘4647 | ↗4702 |       |       |       |

## Состав городского поселения
В состав поселения входят 6 населённых пунктов: 1 рабочий посёлок, 3 села, 1 деревня и 1 посёлок.
| № | Населённый пункт | Тип населённого пункта                  | Население |
| - | ---------------- | --------------------------------------- | --------- |
| 1 | Арбузовка        | село                                    | 506       |
| 2 | Арбузовский      | посёлок                                 | 34        |
| 3 | Кашинка          | село                                    | 132       |
| 4 | Марьевка         | деревня                                 | 115       |
| 5 | Телешовка        | село                                    | 323       |
| 6 | Цильна           | рабочий посёлок, административный центр | ↗3876     |